# Теракты на Бали (2005)
Террористические акты на Бали (2005) — ряд террористических актов, совершённых организацией Джемаа Исламия с применением взрывных устройств самоубийцами, которые произошли 1 октября 2005 года на Бали, Индонезия. Бомбы взорвались на двух местах в южном Бали, в Джимбаране и Кута. 26 человек были убиты и 129 человек были ранены тремя террористами-смертниками. Сами террористы также погибли.